# Fosfatidil-N-metiltanolamin N-metiltransferaza
Fosfatidil--metiltanolamin -metiltransferaza (EC 2.1.1.71, fosfatidilmonometiltanolaminska metiltransferaza, metiltransferaza II, fosfolipidna metiltransferaza, PLMT, fosfatidil--metiltanolaminska metiltransferaza, fosfatidil-N-monometiltanolaminska metiltransferaza, fosfatidiletanolaminska metiltransferaza I, fosfatidilmonometiltanolaminska metiltransferaza) je enzim sa sistematskim imenom S-adenozil--metionin:fosfatidil--metiltanolamin -metiltransferaza. Ovaj enzim katalizuje sledeću hemijsku reakciju
-adenozil--metionin + fosfatidil-N-metiletanolamin {\displaystyle \rightleftharpoons } -adenozil-L-homocistein + fosfatidil-N-dimetiletanolamin
Enzim takođe katalizuje transfer dodatne metil grupe, čime se formira fosfatidilholin.

## Literatura
- Nicholas C. Price; Lewis Stevens (1999). Fundamentals of Enzymology: The Cell and Molecular Biology of Catalytic Proteins (Third изд.). USA: Oxford University Press. ISBN 019850229X.
- Eric J. Toone (2006). Advances in Enzymology and Related Areas of Molecular Biology, Protein Evolution (Volume 75 изд.). Wiley-Interscience. ISBN 0471205036.
- Branden C; Tooze J. Introduction to Protein Structure. New York, NY: Garland Publishing. ISBN 0-8153-2305-0.
- Irwin H. Segel. Enzyme Kinetics: Behavior and Analysis of Rapid Equilibrium and Steady-State Enzyme Systems (Book 44 изд.). Wiley Classics Library. ISBN 0471303097.
- William P. Jencks (1987). Catalysis in Chemistry and Enzymology. Dover Publications. ISBN 0486654605.

## Spoljašnje veze
- Phosphatidyl-N-methylethanolamine+N-methyltransferase на 